# Epinephelus lebretonianus
Epinephelus lebretonianus is een  straalvinnige vissensoort uit de familie van zaag- of zeebaarzen (Serranidae). De wetenschappelijke naam van de soort werd voor het eerst geldig gepubliceerd in 1853 door Hombron & Jacquinot.
De soort staat op de Rode Lijst van de IUCN als Onzeker, beoordelingsjaar 2008.